# Jan IV van Bretagne
Jan IV van Bretagne ook bekend onder de naam Jan III van Montfort, Jean le Conquéreur of nog Jean le Vaillant (Bretons: Yann IV; 12 april 1339 - Nantes, 1 november 1399) was het oudste kind van Jan van Montfort en Johanna van Vlaanderen. Bij de dood van zijn vader in 1345, nog volop verwikkeld in de Bretonse Successieoorlog, werd hij graaf van Richmond en Montfort alsook hertog van Bretagne als tegenkandidaat voor Karel van Blois tot in 1364. Na de uiteindelijke overwinning van de Anglo-Bretonse partij op die van Blois in 1364 tijdens de slag bij Auray werd hij door het op 12 april 1365 getekende Verdrag van Guérande erkend als enige hertog van Bretagne.

## Biografie

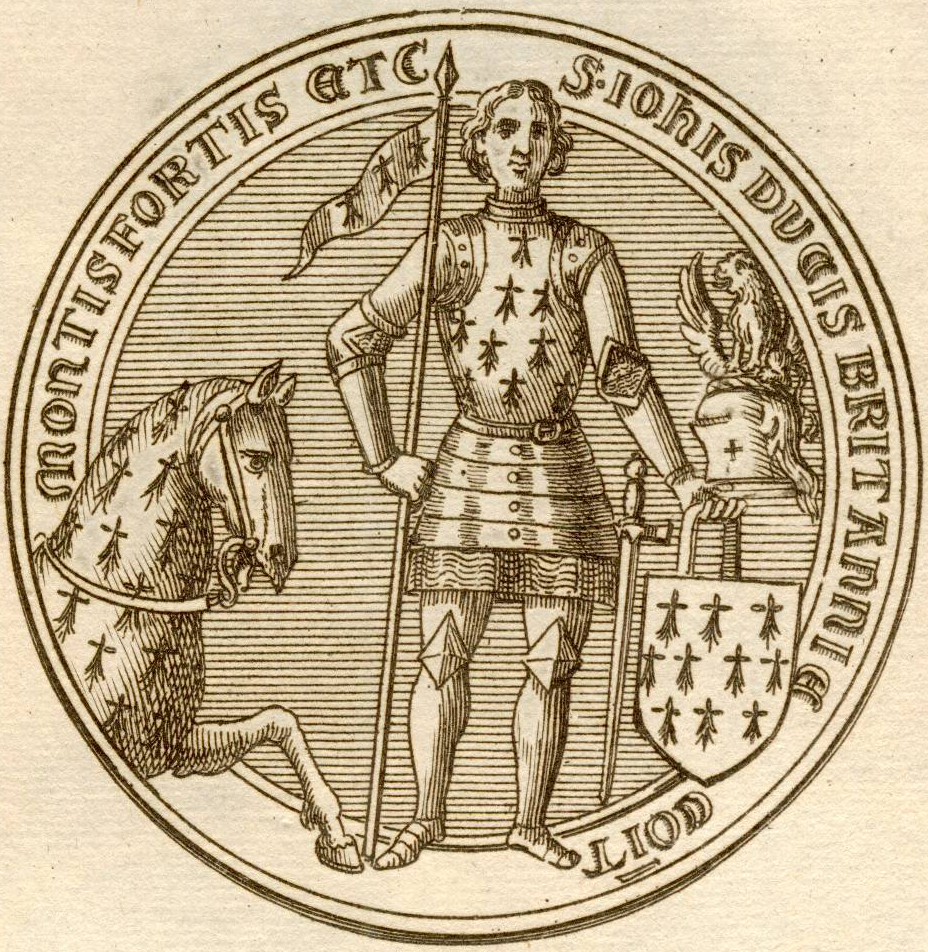
Hertogelijk zegel.

### Bretonse Successieoorlog
Zijn vader was in 1345, toen hij amper zes jaar oud was, in volle strijd tegen Karel van Blois tijdens de successieoorlog van Bretagne overleden. Het was zijn moeder, Johanna de Vlam, die de oorlog bleef doorzetten en uiteindelijk succes wist te boeken. Hij begon in 1357 voor het eerst zelf deel te nemen aan de militaire operaties. In 1364 was hij bezig met het beleg van Auray , toen hij vernam dat Karel van Blois zich aan het voorbereiden was om hem aan te vallen. Geholpen door door de Zwarte Prins gestuurde versterkingen, verpletterde hij het vijandelijke leger en doodde zijn rivaal Karel van Blois in de slag bij Auray. Hij onderhandelde met hertogin Johanna van Penthièvre, weduwe van Karel van Blois, het eerste verdrag van Guérande in 1365, dat hem als enige hertog van Bretagne erkende.

### Ballingschap in Engeland
Als bondgenoot van Engeland had hij tijdens de Bretonse Successieoorlog, die hij slechts met de hulp van Engelse troepen had kunnen winnen, er vele jaren in ballingschap doorgebracht. Hij was getrouwd met een zus vervolgens met een schoondochter van de Zwarte Prins, en had aan meerdere Engelse kapiteins en heren de controle over versterkte plaatsen en hun omgeving (zoals Brest) toevertrouwd of bevestigd. Geconfronteerd met het wantrouwen van zijn adel, die hem de aanwezigheid van deze troepen en "schurken" (rogues), de Engelse heren, verweet aan zijn entourage en zijn regering, en de open opstand van Olivier V de Clisson, Bertrand du Guesclin en zijn neef Olivier de Mauny. De toevallige ontdekking van het geheime bondgenootschap met Engeland evenals de aankondiging van de landing van 4.000 Engelse huurlingen in Saint-Malo waren aanleiding voor een opstand van de bevolking, hetgeen koning Karel V van Frankrijk goed uitkwam. Bertrand du Guesclin concentreerde zijn troepen in maart 1373 te Angers en viel het hertogdom binnen, waar steden en kastelen geen weerstand boden. Jan IV, die nu door allen was verlaten, moest eind april 1373 opnieuw in ballingschap naar Engeland.

### Poging tot annexatie van Bretagne

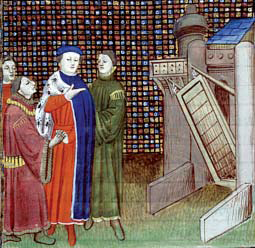
Hertog Jan IV van Bretagne en zijn raadsmannen (Chroniques van Jean Froissart).

De koning van Frankrijk vertrouwde het bestuur van het hertogdom toe aan zijn broer, hertog Lodewijk I van Anjou, met de titel van "luitenant-generaal". In augustus vroeg Karel V aan het Parlement van Parijs of het opportuun was om het hertogdom te annexeren in het kroondomein. Desalniettemin bleef het bestuur tot in 1378 nominaal onder de verantwoordelijkheid van de hertog van Anjou vallen, maar de facto onder de controle van Olivier V en de burggraaf van Rohan.
Jan IV nam van zijn kant deel aan de grote chevauchée in Frankrijk door Jan van Gent tussen Calais en Bordeaux. De op 27 juni 1375 tussen Frankrijk en Engeland gesloten wapenstilstand van Brugge, gold ook in Bretagne. Het mislukken van het Engelse beleg voor Saint-Malo in 1378 bracht de politieke toekomst van Jan IV, die steeds afhankelijker was van steun van de koning van Engeland, in gevaar. Karel V van Frankrijk dagvaardde hem nu voor het Parlement en het Hof van Parijs wegens majesteitsschennis en als gevolg van zijn weigering om voor het hof te verschijnen, liet hij op 18 december 1378 de verbeurdverklaring en inbeslagname van het hertogdom als een sanctie tegenover zijn vazal afkondigen en nam het besluit het vervolgens toe te voegen aan het kroondomein, net zoals dit door Filips II Augustus was gedaan tegen de Plantagenêts. Zijn overname van het hertogdom was zeer brutaal en al snel verzette de hele bevolking zich tegen deze annexatie. Het koninklijk besluit onderkende bovendien volledig de rechten van het huis Penthièvre, die door het Verdrag van Guérande in 1365 waren erkend. Er werd daarom in april 1379 een verbond gesloten, waarin Johanna van Penthièvre, burggraaf de Rohan, Jan I de Rohan en Jan IV van Beaumanoir zich verenigden. Een deputatie werd naar Londen uitgezonden om achter de terugkeer van Jan IV te vragen.

### Triomfantelijke terugkeer
Jan IV greep de geboden kans aan en landde met de Engelse troepen te Dinard op 3 augustus 1379 in een klimaat van vreugde en nam terug de controle van het hertogdom over. Er werd vanaf 14 oktober een wapenstilstand gesloten met Frankrijk. De Engelsen namen vier maritieme bolwerken en tien kastelen, allemaal strategisch gelegen vestingen, in om ervoor te zorgen dat de door Jan IV aangegane schulden voor de verovering van het hertogdom zouden worden terugbetaald. In april 1380 stuurden vertegenwoordigers van de Staten, ongerust over de Engelse aanwezigheid, een verzoekschrift naar de koning opdat hij de hertog zou pardonneren en hem in de mogelijkheid zou stellen om zijn erfdeel te behouden.

### Einde van zijn regering
Nadat Karel V was overleden in juli 1380, was een verzoening met Karel VI mogelijk en leidde op 4 april 1381 tot het tweede verdrag van Guérande. Jan V deed hommage aan Karel VI voor Bretagne en engageerde is toegewijd aan de adel van beloofde aan de Bretonse adel zijn Engelse alliantie te laten varen. Hij kon nu in vrede over zijn hertogdom regeren. Door de poging tot confiscatie van het hertogdom door Karel V ontstond er een verzameling van verhalen en documenten die waren bedoeld om het Bretonse nationaal gevoel te doen toenemen en dit blijkt zelfs uit de hertogelijke kroningsceremonie te Rennes die zich in navolging van de koninklijke kroningsceremonie ontwikkelde. Deze door Jan IV hervonden autonomie verzekerde het huis Montfort ervan aan het hoofd van het hertogdom te blijven staan, zijn zoon Jan V regeerde bijna een halve eeuw over het hertogdom.
De rivaliteit met het huis Penthièvre bleef, ondanks de dood van Johanna van Penthièvre in 1384, bestaan. Het hoofd van dit huis was nu haar zoon, Jan I de Châtilon, die nog steeds een gevangene in Engeland was als verzekering voor de betaling van het losgeld voor zijn overleden vader. De goederen van het huis Penthièvre werden daarom beheerd door de connétable van Frankrijk, Olivier V de Clisson, wiens dochter Margaretha de Clisson, de vrouw van Jan I de Châtillon werd. Olivier de Clisson haastte zich, nadat hij op 26 juni 1387 tijdens een banket te Vannes was gevangen genomen geweest, om Jan IV van felonie te beschuldigen en naar Parijs te vluchten. In 1392 bracht een nieuwe moordpoging op de connétable, in opdracht van de hertog, Bretagne op de rand van de burgeroorlog. Het conflict zou voortduren tot de verzoening van 1395. Toch verwierp Saint-Malo in 1394 het gezag van Jan IV en plaatste zich onder de soevereiniteit van de Franse koning.
Dankzij de diplomatieke interventie van koning Karel VI van Frankrijk bij koning Richard II van Engeland kon Jan IV op 12 juni 1397 Brest terugkrijgen. Het graafschap Richmond werd hem op 23 april 1398 teruggegeven door diezelfde Richard II, maar hem opnieuw ontnomen na diens afzetting als koning op 20 oktober 1399 door Hendrik van Lancaster (dewelke vroeger nog als banneling aan zijn hof had verbleven). Jan IV van Bretagne stierf het volgende jaar op 1 november en werd begraven in de kathedraal van Nantes.

### Een hertogelijke bouwheer
Jan IV stichtte en bouwde de collegiale kerk van Saint-Michel-du-Champ in de buurt van Auray als herinnering aan zijn overwinning op Karel van Blois. Nieuwe bouwwerken werden uitgevoerd of hervat na jaren van conflict: de Sint-Leonarduskerk van Fougères, de kapel van Notre-Dame du Kreisker in Saint-Pol-de-Léon en in de kathedraal van Saint-Tugdual onder bisschop Even Bégaignon (1363-1371). In Vannes liet hij het Château de l'Hermine bouwen en gaf hij de stad een nieuwe, ruimere stadsomwalling die ook het havenkwartier omvatte.

### Huwelijken en nageslacht

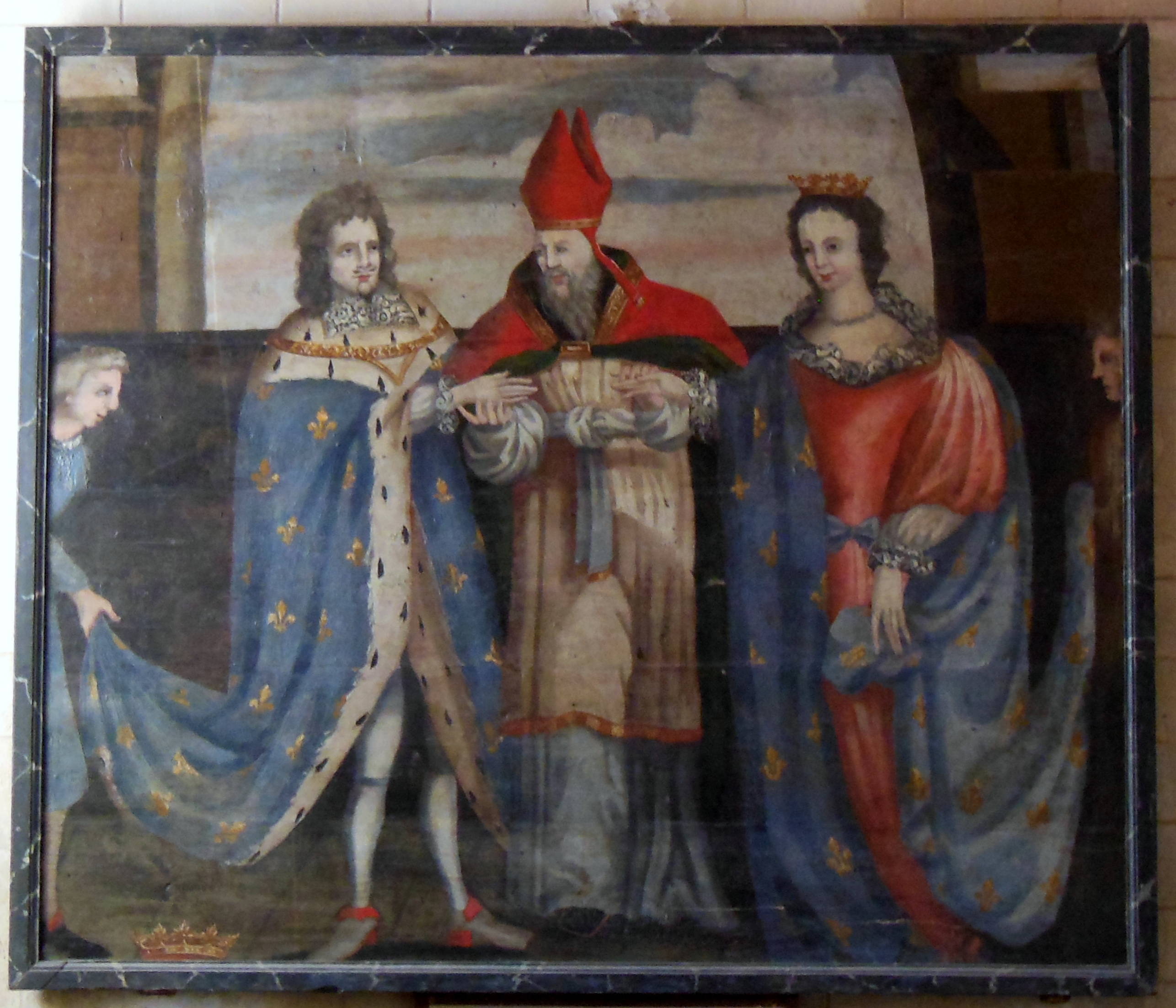
Schilderij met een voorstelling van het derde huwelijk van hertog Jan IV van Bretagne met Johanna van Navarra op 11 september 1386 in de kerk Saint-Clair de Saillé (17e-eeuwse fantasievoorstelling).

Hertog Jan IV zijn twee eerste huwelijken waren zonder nakomelingen. In juli 1355 trad hij in een eerste huwelijk te Londen met Maria van Engeland (1344 - 1361), dochter van Eduard III van Engeland en Filippa van Henegouwen. Vier jaar na de dood van Maria, in mei 1366, trouwde hij in dezelfde stad met Johanna Holland (1350 - 1384), dochter van Thomas Holland en Johanna van Kent, gravin van Kent.
Op 11 september 1386, twee jaar na de dood van Jeanne Holland, trouwde hij met zijn derde vrouw, in de kerk van Saint-Clair van Saillé te Guérande, Johanna van Navarra (1370 - 1437), dochter van Karel II van Navarra en Johanna van Valois. Uit dit huwelijk werden geboren:
- Johanna (1387 - 1388)
- een dochter (1388 - 1388)
- Peter, die de naam Jan V aannam bij zijn bevestiging (1389 - 1442), graaf van Montfort en de hertog van Bretagne
- Maria (1391 - 1446), vrouwe van La Guerche-de-Bretagne, gehuwd in 1396 met graaf Jan I van Alençon (1385 - 1415)
- Margaretha (1392-1428), getrouwd met Alain IX van Rohan
- Arthur III (1393-1458), titulaire graaf van Richemond, connétable van Frankrijk, hertog van Bretagne van 1457 tot 1458
- Gilles (1394-1412), heer van Chantocé.
- Richard (1396-1438), graaf van Vertus, Étampes en Mantes, gehuwd met Margaretha van Orléans
- Blanca (1397-na 1419), gehuwd met Jan IV van Armagnac

Guy XII de Laval was de beheerder van de goederen van zijn minderjarige kinderen bij zijn dood.

## Voorouders
| Voorouders van Jan IV van Bretagne | Voorouders van Jan IV van Bretagne                                 | Voorouders van Jan IV van Bretagne                                 | Voorouders van Jan IV van Bretagne                                       | Voorouders van Jan IV van Bretagne                                       | Voorouders van Jan IV van Bretagne                                                | Voorouders van Jan IV van Bretagne                                                | Voorouders van Jan IV van Bretagne                                       | Voorouders van Jan IV van Bretagne                                |
| ---------------------------------- | ------------------------------------------------------------------ | ------------------------------------------------------------------ | ------------------------------------------------------------------------ | ------------------------------------------------------------------------ | --------------------------------------------------------------------------------- | --------------------------------------------------------------------------------- | ------------------------------------------------------------------------ | ----------------------------------------------------------------- |
| Overgrootouders                    | Jan II van Bretagne (1239-1305) ∞ Beatrix van Engeland (1242–1275) | Jan II van Bretagne (1239-1305) ∞ Beatrix van Engeland (1242–1275) | Robrecht IV van Dreux (1241–1282) ∞ 1290 Beatrix van Montfort 1248-1312) | Robrecht IV van Dreux (1241–1282) ∞ 1290 Beatrix van Montfort 1248-1312) | Robrecht III van Vlaanderen (1249–1322) ∞ 1272 Yolande van Bourgondië (1247-1280) | Robrecht III van Vlaanderen (1249–1322) ∞ 1272 Yolande van Bourgondië (1247-1280) | Hugo IV van Rethel (1244-1285) ∞ 1275 Isabella van Grandpré (±1250–1292) |                                                                   |
| Grootouders                        | Arthur II van Bretagne (1261-1312) ∞ Yolande van Dreux (1263-1330) | Arthur II van Bretagne (1261-1312) ∞ Yolande van Dreux (1263-1330) | Arthur II van Bretagne (1261-1312) ∞ Yolande van Dreux (1263-1330)       | Arthur II van Bretagne (1261-1312) ∞ Yolande van Dreux (1263-1330)       | Lodewijk I van Nevers (?–1322) ∞ 1290 Johanna van Rethel (?-1328)                 | Lodewijk I van Nevers (?–1322) ∞ 1290 Johanna van Rethel (?-1328)                 | Lodewijk I van Nevers (?–1322) ∞ 1290 Johanna van Rethel (?-1328)        | Lodewijk I van Nevers (?–1322) ∞ 1290 Johanna van Rethel (?-1328) |
| Ouders                             | Jan van Montfort (1295-1345) ∞ Johanna van Vlaanderen (1295-1374)  | Jan van Montfort (1295-1345) ∞ Johanna van Vlaanderen (1295-1374)  | Jan van Montfort (1295-1345) ∞ Johanna van Vlaanderen (1295-1374)        | Jan van Montfort (1295-1345) ∞ Johanna van Vlaanderen (1295-1374)        | Jan van Montfort (1295-1345) ∞ Johanna van Vlaanderen (1295-1374)                 | Jan van Montfort (1295-1345) ∞ Johanna van Vlaanderen (1295-1374)                 | Jan van Montfort (1295-1345) ∞ Johanna van Vlaanderen (1295-1374)        | Jan van Montfort (1295-1345) ∞ Johanna van Vlaanderen (1295-1374) |
| Jan IV van Bretagne (1339-1399)    |                                                                    |                                                                    |                                                                          |                                                                          |                                                                                   |                                                                                   |                                                                          |                                                                   |